# 王利明
王利明（1960年2月—），男，湖北仙桃人，中国民法学家，曾任中国人民大学法学院院长、常务副校长。

## 生平
王利明1981年12月毕业于湖北财经学院（后分立为中南财经大学和中南政法学院）法律系，获学士学位；1984年12月毕业于中国人民大学法律系，获法学硕士学位。毕业后在人民大学任教，1987年至1990年在本校法律系攻读民法学博士，1990年6月毕业，成为中华人民共和国培养的第一位民法学博士，其间于1989年至1990年间在美国密歇根大学进修。
2005年底担任中国人民大学法学院院长。2009年担任中国人民大学党委副书记兼副校长，2020年9月卸任。

## 荣誉
1995年，王利明被中国法学会评选为首届十大杰出青年法学家之一。